# Концерт для фортепіано з оркестром № 22 (Моцарт)
Концерт для фортепіано з оркестром № 22 мі-бемоль мажор (KV 482) Вольфганга Амадея Моцарта написаний 1785 року у Відні.
Складається з трьох частин:
1. Allegro
2. Andante
3. Allegro